# Annona glaucophylla
Annona glaucophylla är en kirimojaväxtart som beskrevs av Robert Elias Fries.
Annona glaucophylla ingår i släktet annonor och familjen kirimojaväxter. Inga underarter finns listade i Catalogue of Life.